# Stereo Project
Stereo Project Air − album Marka Kościkiewicza, nagrany w 2009 roku. Do tego przedsięwzięcia producent zaprosił wielu muzyków oraz wokalistów. Płyta została nagrana w klimacie elektro-akustycznym, na której można usłyszeć wiele lirycznych utworów śpiewanych w kilku językach: polskim, francuskim, angielskim a nawet senegalskim. Dwie z jedenastu aranżacji wykonuje sam Pako Sarr, który na zaproszenie Marka Kościkiewicza przyjechał do Polski z Paryża. Za aranżację muzyczną odpowiadał Jacek Gawłowski, a także Leszek Kamiński, który zmiksował ją w studio nagraniowym S-4. 

## Uczestnicy projektu

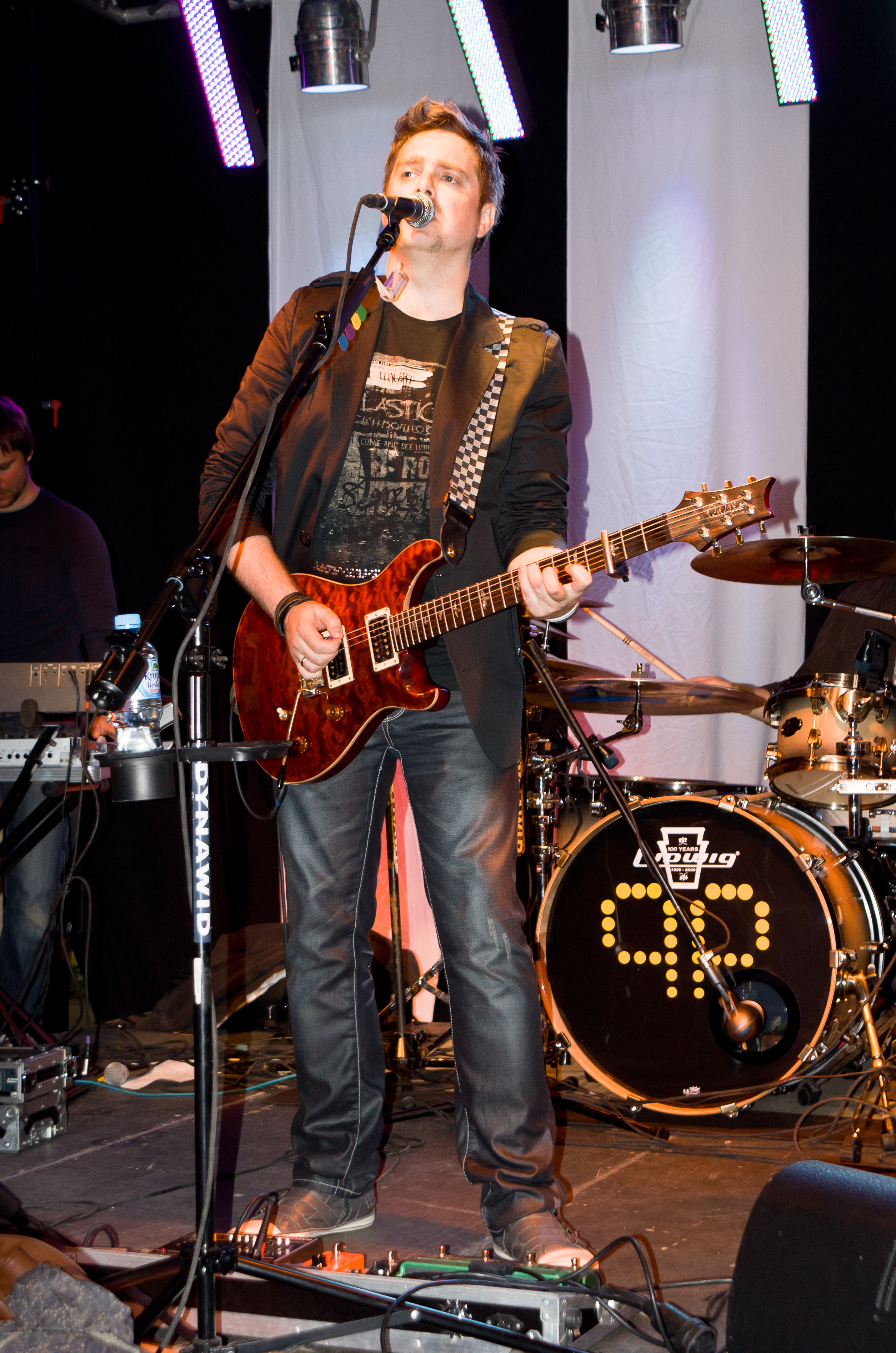
Michał Wojtas

- Marek Kościkiewicz - gitara, śpiew
- Wojtek Gruszczyński - gitara, śpiew
- Pako Sarr – gitara, śpiew
- Sophie - śpiew
- Mila - śpiew
- Michał Wojtas - instrumenty klawiszowe
- Kephas - gitara basowa
- Słoma - perkusja
- Ania - instrumenty perkusyjne

## Lista utworów
1. "Cisza"
2. "Ma priere"
3. "Prawie jak w niebie"
4. "Jeszcze raz"
5. "Posłuchaj mnie"
6. "To tak jak my"
7. "Give it up"
8. "W mojej głowie"
9. "Made of stone"
10. "Nitt"
11. "Sobą być"